# Dictyotophycidae
Sous-classe
Les Dictyotophycidae sont une sous-classe d’algues brunes de la classe des Phaeophyceae.

## Liste des ordres
Selon AlgaeBase (13 août 2017) :
- ordre des Dictyotales Bory
- ordre des Onslowiales Draisma & Prud'homme van Reine
- ordre des Sphacelariales Migula
- ordre des Syringodermatales E.C.Henry